# (15766) Strahlenberg
(15766) Strahlenberg ist ein Asteroid des Hauptgürtels, der am 22. Januar 1993 von Eric Walter Elst an der Europäischen Südsternwarte entdeckt wurde.
Benannt wurde er zu Ehren des schwedischen Offiziers und Geographen Philip Johan von Strahlenberg, der zwischen 1711 und 1721 von Tobolsk aus die Geographie und Natur Sibiriens erkundete.